# Phaseolus plagiocylix
Phaseolus plagiocylix är en ärtväxtart som beskrevs av Hermann August Theodor Harms. Phaseolus plagiocylix ingår i släktet bönor, och familjen ärtväxter. Inga underarter finns listade i Catalogue of Life.